# سیارک ۲۶۴۲۲
سیارک ۲۶۴۲۲ (به انگلیسی: 26422 Marekbuchman، نامگذاری:1999XV131)۲۶۴۲۲مین سیارک کشف شده‌است که در ۱۲ دسامبر ۱۹۹۹ کشف شد.